# درخت زیتون (آلبوم)
شجرة الزیتون نام اولین آلبوم کاظم الساهر، خواننده، شاعر و آهنگساز عراقی است. این آلبوم که مشتمل بر ۱۱ آهنگ می‌باشد در سال ۱۹۸۴ میلادی و توسط شرکت بحرینی الاهرام منتشر شد.

## آهنگ‌ها
- احسبها علیا - ۴:۲۷
- اللیله فرح - ۴:۲۰
- أمانی - ۳:۴۲
- انا وحبیبی - ۳:۴۹
- اه هلی - ۶:۰۸
- خلینی ساکت - ۵:۴۷
- شجره الزیتون - ۵:۴۵
- طال السفر - ۴:۵۰
- عابر سبیل - ۸:۵۵
- وا حبیبی - ۵:۴۰
- وحدی محتار - ۵:۳۵